# Kosjatyn
Kosjatyn (ukrainisch Козятин; russisch Казатин Kasatin, polnisch Koziatyn) ist eine Stadt in der ukrainischen Oblast Winnyzja mit 22.206 Einwohnern (Stand 2024). Sie ist ein wichtiger Eisenbahnknotenpunkt, daneben verfügt die Stadt über eine bedeutende Lebensmittelindustrie (hierunter Fleisch- und Wurstwaren sowie Getränke- und Brotfabrikation). Bis Juli 2020 war sie das Zentrum des gleichnamigen Rajons Kosjatyn.

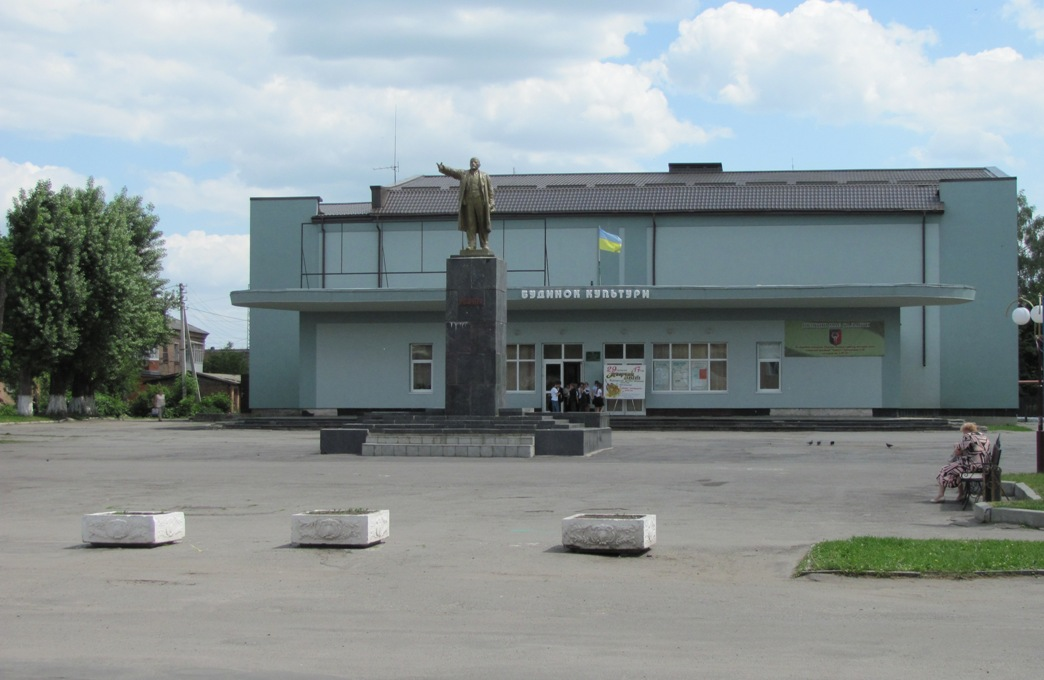
Majdan in Kosjatyn

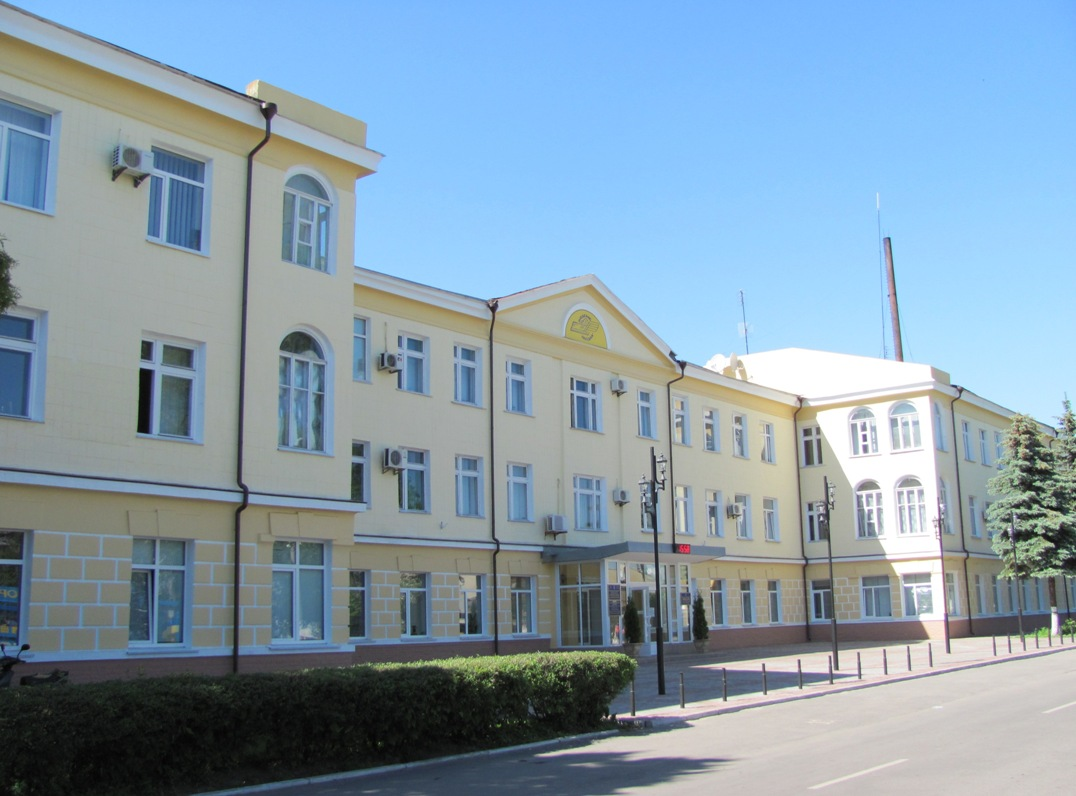
Gebäude der Eisenbahndirektion

## Geschichte
Die erste urkundliche Erwähnung des Ortes stammt aus dem Jahr 1734. 1938 wurde die Ortschaft in den Rang einer Stadt innerhalb des Rajon Kosjatyn erhoben und seit dem 13. Juli 2000 stand die Stadt unter Oblastverwaltung.
Der bis heute bedeutendste Industriezweig der Stadt ist die Eisenbahn: Kosjatyn ist ein wichtiger Bahn-Verkehrsknotenpunkt, hier treffen sich die Bahnlinien Kowel–Kosjatyn, Kiew–Schmerynka und Kosjatyn–Schaschkiw. Hierzu trug unter anderem auch das 1871 von den Gebrüdern Waldajew gegründete Depot für Waggons bei. Von hier aus werden bedeutende Mengen an Frachtgut transportiert. So betrug der Anteil der Bahn am Steueraufkommen der Stadt selbst 2003 etwa 90 %.

## Verwaltungsgliederung
Am 12. Juni 2020 wurde die Stadt zum Zentrum der neugegründeten Stadtgemeinde Kosjatyn (Козятинська міська громада/Kosjatynska miska hromada). Zu dieser zählen auch die Siedlung städtischen Typs Salisnytschne und die 14 in der untenstehenden Tabelle aufgelisteten Dörfer, bis dahin bildete sie zusammen mit der Siedlung städtischen Typs Salisnytschne die gleichnamige Stadtratsgemeinde Kosjatyn (Козятинська міська рада/Kosjatynska miska rada) unter Oblastverwaltung im Nordosten des ihn umgebenden Rajons Kosjatyn.
Am 17. Juli 2020 kam es im Zuge einer großen Rajonsreform zum Anschluss des Rajonsgebietes an den Rajon Chmilnyk.
Folgende Orte sind neben dem Hauptort Kosjatyn Teil der Gemeinde:
| Name                     | Name        | Name                          |
| ukrainisch transkribiert | ukrainisch  | russisch                      |
| ------------------------ | ----------- | ----------------------------- |
| Florianiwka              | Флоріанівка | Флориановка (Florianowka)     |
| Iwankiwzi                | Іванківці   | Иванковцы (Iwankowzy)         |
| Kosjatyn                 | Козятин     | Казатин (Kasatin)             |
| Kordyschiwka             | Кордишівка  | Кордышевка (Kordyschewka)     |
| Koroliwka                | Королівка   | Королёвка (Koroljowka)        |
| Macharynzi               | Махаринці   | Махаринцы (Macharinzy)        |
| Pruschynka               | Прушинка    | Прушинка (Pruschinka)         |
| Pustocha                 | Пустоха     | Пустоха                       |
| Pykowez                  | Пиковець    | Пиковец (Pikowez)             |
| Rubanka                  | Рубанка     | Рубанка                       |
| Salisnytschne            | Залізничне  | Зализничное (Salisnitschnoje) |
| Sestryniwka              | Сестринівка | Сестриновка (Sestrinowka)     |
| Sokilez                  | Сокілець    | Соколец (Sokolez)             |
| Syhnal                   | Сигнал      | Сигнал (Signal)               |
| Tytussiwka               | Титусівка   | Титусовка (Titussowka)        |

## Städtepartnerschaften
- Krasnogorsk, Russland
- Leżajsk, Polen

## Söhne und Töchter der Stadt
- Andrei Kostikow (1899–1950), sowjetischer Ingenieur für Raketentechnik
- Marija Serowa (1902–1994), ukrainische Mykologin
- Arkadi Melua (* 1950), russischer Ingenieur und Wissenschaftler